# 特伦托车站
特伦托车站（義大利語：Stazione Ferroviaria di Trento）是義大利特倫蒂諾-上阿迪傑大區首府特伦托的主要鐵路車站。

## 歷史
特伦托车站於1859年3月23日，奧匈帝國統治時期啟用。 現今的車站由安喬洛·馬佐尼設計，於1936年落成。
在第二次世界大戰期間，該建築多次遭到轟炸，造成嚴重的結構損壞。車站的修復工程從1946年開始，進行到1949年。

## 服務
該車站每年約有500萬名乘客利用。客運大樓設有售票處、候車室、兩家報刊亭和一家咖啡吧。